# Società Editrice Internazionale

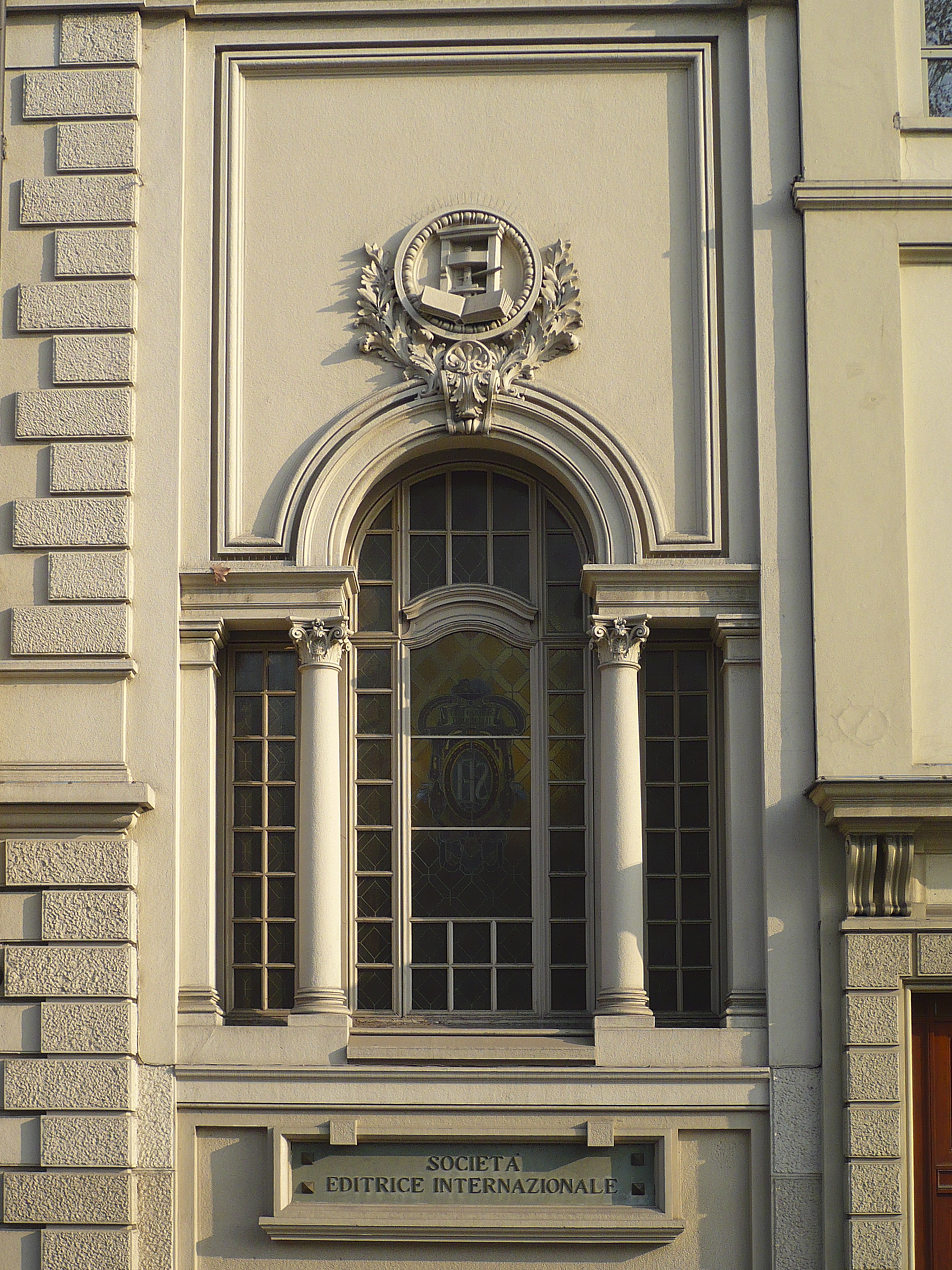
SEI, particolare della facciata della sede a Torino

La Società Editrice Internazionale (normalmente abbreviata in SEI) è una casa editrice ufficialmente costituita nel 1908 a Torino dopo essere stata attiva fin dal 1859, anno in cui venne fondata da Don Bosco accanto al Santuario di Maria Ausiliatrice.

## Storia
La SEI nacque a Torino nel 1908 con la denominazione di Società Anonima Internazionale per la Diffusione della Buona Stampa (abbreviato in SAID Buona Stampa). Negli anni che precedettero la prima guerra mondiale rilevò la Libreria Salesiana Editrice  e si specializzò nell'editoria scolastica rivolta alle scuole di orientamento cattolico. Durante il conflitto gli edifici di proprietà dei salesiani vennero temporaneamente impiegati come spedale. A partire dal 1932, con la riforma Gentile, la produzione libraria ebbe una notevole accelerazione e ampliò la propria gamma di titoli includendo tematiche tecnico-scientifiche. Dopo un nuovo periodo di difficoltà coinciso con la Seconda Guerra mondiale, che obbligò l'editore a trasferirsi a Chieri, nel secondo dopoguerra la sua produzione libraria raggiunse il proprio massimo, e per alcuni decenni la SEI fu la principale casa editrice italiana in vari campi della manualistica scolastica. A partire dagli Anni Ottanta del Novecento la crisi dell'editoria costrinse l'azienda a ridurre la propria attività ed a cedere una parte della storica sede di Corso Regina Margherita alla Regione Piemonte, che vi trasferì alcuni dei suoi uffici.
La casa editrice, fino a metà del 2018 di proprietà della Congregazione Salesiana, è attiva nell'ambito della produzione di libri a tema religioso e non, conserva un catalogo di migliaia di titoli, ha una rete distributiva capillare in Italia ed è anche una delle principali case editrici scolastiche italiane. Nel maggio 2018 l'intero capitale della società è stato acquisito dall'Editrice La Scuola di Brescia, specializzata nell'editoria scolastica.